# نيروبي
نيروبي (بالإنجليزية: Nairobi) هي عاصمة كينيا وأكبر مدنها. ونيروبي وماحولها من الضواحي والمساحات تشكل محافظة نيروبي. واشتق اسم نيروبي من لغة قبائل الماساي وجاءت من كلمة «إنكارا نيروبي» وتعني مكان الماء البارد، وتشتهر المدينة باسم «المدينة الخضراء تحت الشمس»، ويحيط بالمدينة ضواحي حديثة راقية بنيت فيها مساكن وفيلات جديدة.
تأسست نيروبي في عام 1899 كبلدة صغيرة بسيطة ومحطة على خط سكة الحديد التي تربط بين مومباسا وأوغندا، ثم تسارع نمو البلدة حتى أصبحت في عام 1907 عاصمة لمستعمرة شرق أفريقيا البريطانية، ثم في عام 1963 عاصمة لجمهورية كينيا الحرة، وفي الفترة الاستعمارية لكينيا كانت المدينة مركزاً للبن (حبوب القهوة) والشاي والسيزال (نبات تصنع من أليافه البيضاء الحبال)، ونيروبي أيضاً هي عاصمة لكل من إقليم ومقاطعة نيروبي، وتقع المدينة على نهر نيروبي في جنوب البلاد، وعلى ارتفاع 1795 متر فوق مستوى سطح البحر.
تعتبر نيروبي من أشهر المدن في شرق أفريقيا ويبلغ عدد سكانها 4.397 ملايين نسمة تقريبا حسب إحصاء عام 2019 وفي المساحة الإدارية الحالية لنيروبي يبلغ عدد السكان 3,138,295 نسمة يعيشون على مساحة 696 كيلو متر مربع. وحاليا فإن نيروبي تعد المدينة رقم 12 في ترتيب أكبر المدن في أفريقيا بما فيها سكان الضواحي. ونيروبي هي إحدى المدن الأبرز في أفريقيا سياسيًا وماليًا ومركزاً للأعمال التجارية الكينية وأكثر من 100 شركة ومنظمة دولية رئيسية بما فيها برنامج منظمة الأمم المتحدة للبيئة المعروف اختصاراً UNEP والمقر الرئيس للأمم المتحدة في أفريقيا والشرق الأوسط، ومكتب الأمم المتحدة في نيروبي المعروف اختصاراً UNON. وتعد سوق الأوراق المالية (NSE) في نيروبي واحدة من أكبر الأسواق المالية في أفريقيا والثانية من حيث القدم في التبادل المالي في القارة، وتعد نيروبي الرابعة في حجم المعاملات التجارية والقادرة على إنجاز 10 ملايين عملية تجارية في اليوم الواحد.

## التاريخ
كانت المنطقة التي قامت عليها نيروبي عبارة عن مستنقعات غير مأهولة حتى أنشأت سكة حديد أوغندا التي بنيت في عام 1899 والتي أصبحت المقر الرئيس لخط السكة الحديد. سميت هذه البلدة الصغيرة على اسم بركة ماء باردة وأسموها بلغة قبائل الماساي باسم «انكارا نيروبي» وتعني الماء البارد. أعيد بناء بلدة نيروبي بالكامل بعد تفشي وباء الطاعون واحتراق البلدة الأصلية، وقد اختير موقع نيروبي الجديد ليصبح معسكراً أو قاعدة إمداد في وسط خط السكة الحديد الذي يربط بين مدينة مومباسا ومدينة كامبالا عاصمة أوغندا وذلك لتميز الموقع بوجود الأنهار التي تزود المعسكر بالماء، وارتفاع المنطقة واعتدال مناخها وصلاحية الموقع للسكن مستقبلاً. ولكن واجهت المكان مشكلة الملاريا نتيجة تكاثر البعوض في المسنقعات المحيطة، وقد كان هناك تفكير في تغيير ذلك الموقع. في عام 1905 اختيرت مومباسا بدلاً من نيروبي لتكون عاصمة للمحمية البريطانية إلا أن نيروبي نمت وتحولت في البداية إلى مدينة للإدارة والسياحة وصيد الحيوانات البرية التي تعيش في تلك الأحراش الشاسعة حولها والتي جذبت أعداداً كبيرة من الأوروبيين لممارسة هواية الصيد والعبث اللامحدود وبدون قيود في صيد تلك الحيوانات والوحوش التي تعيش في الغابات والأحراش والاتجار في أنياب الفيلة.
بدأ المستعمرون البريطانيون في استكشاف المنطقة وجعلوا نيروبي مركز ارتكازهم وبداية انطلاقهم مما دفع الحكومة الاستعمارية في بناء عدة فنادق كبيرة في المدينة، وكان معظم نزلاء الفنادق من هواة الصيد البريطانيين. وواصلت مدينة نيروبي النمو تحت الحكم البريطاني، واستقر الكثير من البريطانيين في ضواحي المدينة، وفي عام 1919 أصبحت نيروبي مدينة حضرية ذات إدارة.
بدأت نيروبي في التوسع من قبل المستعمرين، والتهم ذلك التوسع مساحات من الأراضي وخاصة جهة الجنوب، وهذه الأراضي كانت تعود لقبائل الماساي لرعي مواشيهم مما أغضب تلك القبائل، كما أغضب شعب «الكيكويو» الذي يقطن تلك البقاع والأرض المحيطة بالمدينة والذين طالبوا بعودة الأراضي لملكهم. وبعد الحرب العالمية الثانية أدى هذا الغضب إلى قيام حركة تمرد الماو ماو، وسُجن جومو كينياتا بسبب اتهامه بالتحريض على التمرد ومناصرته لحقوق الشعب ضد المستعمرين. وفي عام 1963 نالت كينيا استقلالها وأصبحت نيروبي عاصمة للبلاد وأصبح جومو كينياتا أول رئيس لجمهورية كينيا الجديدة في الأول من يونيو عام 1964

## جغرافيا المدينة

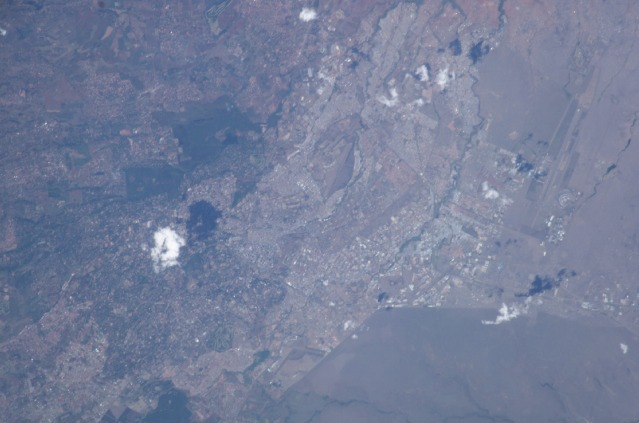
منظر القمر الصناعي لمدينة نيروبي

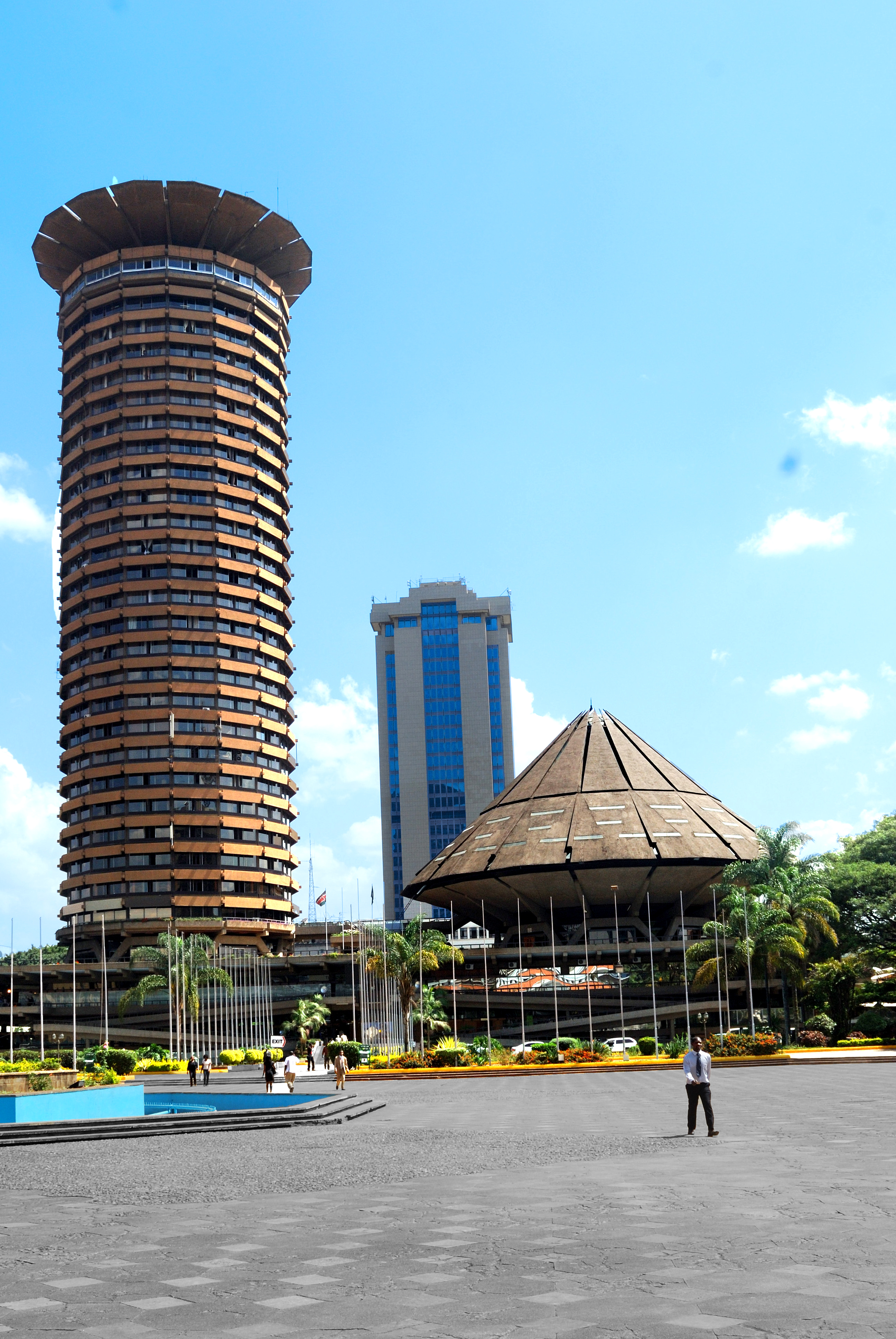
مركز كينياتا الدولي للمؤتمرات

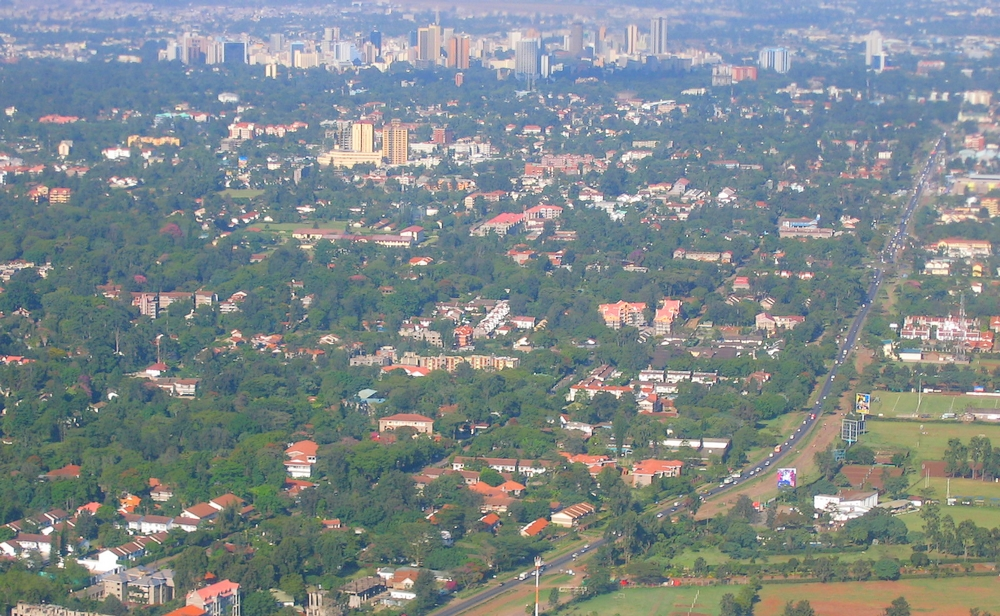
منظر جوي لنيروبي ويشاهد المركز التجاري وطريق نغونغ

تقع مدينة نيروبي على الإحداثيات، وتحتل مساحة 669 كيلومتر مربع، وحيث أن نيروبي قريبة من الحافة الشرقية للوادي المتصدع فإنه عادة تحدث هزات أرضية طفيفة من وقت لآخر.
تقع مرتفعات نغونغ في غرب المدينة، وتعتبر واحدة من المميزات الجغرافية لمنطقة نيروبي. وفي الشمال من المدينة هناك جبل كينيا، وفي الجنوب الشرقي جبل كليمنجارو الشهير، وكلا هذه الجبال يمكن مشاهدتها من نيروبي في الأيام الصافية. يجري نهر نيروبي وروافده عبر محافظة نيروبي، ولقد ناضلت ناشطة السلام الكينية والمدافعة عن حماية البيئة وانجاري ماثاي الفائزة بجائزة نوبل للسلام عام 2004 للمحافظة على غابة كارورا الطبيعية في شمال نيروبي والتي كانت تحت تهديد إزالتها وتحويل أرضها إلى أرض سكنية ومرافقها ومنطقة نيروبي التجارية وضواحي نيروبي الغربية تمتد لمسافة حوالي 20 كيلومتر من مستشفى كنياتا الوطني في الجنوب إلى مقر الأمم المتحدة في ضاحية غيري في الشمال. ويتوسط المركز التجاري وسط المدينة على شكل مربع تحيط به مباني البرلمان الكيني وكتدرائية العائلة المقدسة وقاعة مدينة نيروبي ومحاكم نيروبي ومركز كينياتا للمؤتمرات.

### المناخ
| البيانات المناخية لـنيروبي (Dagoretti) 1961–1990, extremes 1955–1982 and 1984–present                                               | البيانات المناخية لـنيروبي (Dagoretti) 1961–1990, extremes 1955–1982 and 1984–present | البيانات المناخية لـنيروبي (Dagoretti) 1961–1990, extremes 1955–1982 and 1984–present | البيانات المناخية لـنيروبي (Dagoretti) 1961–1990, extremes 1955–1982 and 1984–present | البيانات المناخية لـنيروبي (Dagoretti) 1961–1990, extremes 1955–1982 and 1984–present | البيانات المناخية لـنيروبي (Dagoretti) 1961–1990, extremes 1955–1982 and 1984–present | البيانات المناخية لـنيروبي (Dagoretti) 1961–1990, extremes 1955–1982 and 1984–present | البيانات المناخية لـنيروبي (Dagoretti) 1961–1990, extremes 1955–1982 and 1984–present | البيانات المناخية لـنيروبي (Dagoretti) 1961–1990, extremes 1955–1982 and 1984–present | البيانات المناخية لـنيروبي (Dagoretti) 1961–1990, extremes 1955–1982 and 1984–present | البيانات المناخية لـنيروبي (Dagoretti) 1961–1990, extremes 1955–1982 and 1984–present | البيانات المناخية لـنيروبي (Dagoretti) 1961–1990, extremes 1955–1982 and 1984–present | البيانات المناخية لـنيروبي (Dagoretti) 1961–1990, extremes 1955–1982 and 1984–present | البيانات المناخية لـنيروبي (Dagoretti) 1961–1990, extremes 1955–1982 and 1984–present |
| الشهر | يناير                                                                                 | فبراير                                                                                | مارس                                                                                  | أبريل                                                                                 | مايو                                                                                  | يونيو                                                                                 | يوليو                                                                                 | أغسطس                                                                                 | سبتمبر                                                                                | أكتوبر                                                                                | نوفمبر                                                                                | ديسمبر                                                                                | المعدل السنوي                                                                         |
| --- | ------------------------------------------------------------------------------------- | ------------------------------------------------------------------------------------- | ------------------------------------------------------------------------------------- | ------------------------------------------------------------------------------------- | ------------------------------------------------------------------------------------- | ------------------------------------------------------------------------------------- | ------------------------------------------------------------------------------------- | ------------------------------------------------------------------------------------- | ------------------------------------------------------------------------------------- | ------------------------------------------------------------------------------------- | ------------------------------------------------------------------------------------- | ------------------------------------------------------------------------------------- | ------------------------------------------------------------------------------------- |
| الدرجة القصوى °م (°ف) | 34.8 (94.6)                                                                           | 33.5 (92.3)                                                                           | 32.9 (91.2)                                                                           | 29.0 (84.2)                                                                           | 26.8 (80.2)                                                                           | 28.1 (82.6)                                                                           | 32.7 (90.9)                                                                           | 32.5 (90.5)                                                                           | 30.0 (86.0)                                                                           | 32.0 (89.6)                                                                           | 37.9 (100.2)                                                                          | 35.6 (96.1)                                                                           | 37.9 (100.2)                                                                          |
| متوسط درجة الحرارة الكبرى °م (°ف)                                                                                                   | 25.5 (77.9)                                                                           | 26.7 (80.1)                                                                           | 27.7 (81.9)                                                                           | 25.8 (78.4)                                                                           | 23.5 (74.3)                                                                           | 22.5 (72.5)                                                                           | 22.0 (71.6)                                                                           | 22.7 (72.9)                                                                           | 25.0 (77.0)                                                                           | 25.7 (78.3)                                                                           | 24.0 (75.2)                                                                           | 24.5 (76.1)                                                                           | 24.6 (76.4)                                                                           |
| المتوسط اليومي °م (°ف) | 19.7 (67.5)                                                                           | 20.2 (68.4)                                                                           | 21.0 (69.8)                                                                           | 19.5 (67.1)                                                                           | 17.8 (64.0)                                                                           | 16.3 (61.3)                                                                           | 15.6 (60.1)                                                                           | 15.9 (60.6)                                                                           | 17.3 (63.1)                                                                           | 18.5 (65.3)                                                                           | 18.4 (65.1)                                                                           | 18.1 (64.6)                                                                           | 18.2 (64.7)                                                                           |
| متوسط درجة الحرارة الصغرى °م (°ف)                                                                                                   | 12.7 (54.9)                                                                           | 12.7 (54.9)                                                                           | 13.8 (56.8)                                                                           | 14.0 (57.2)                                                                           | 12.1 (53.8)                                                                           | 10.0 (50.0)                                                                           | 9.2 (48.6)                                                                            | 9.1 (48.4)                                                                            | 9.7 (49.5)                                                                            | 11.3 (52.3)                                                                           | 12.7 (54.9)                                                                           | 11.7 (53.1)                                                                           | 11.6 (52.9)                                                                           |
| أدنى درجة حرارة °م (°ف) | 3.3 (37.9)                                                                            | 2.2 (36.0)                                                                            | 6.7 (44.1)                                                                            | 7.8 (46.0)                                                                            | 7.9 (46.2)                                                                            | 4.4 (39.9)                                                                            | 1.1 (34.0)                                                                            | 2.9 (37.2)                                                                            | 3.9 (39.0)                                                                            | 5.5 (41.9)                                                                            | 6.7 (44.1)                                                                            | 6.2 (43.2)                                                                            | 1.1 (34.0)                                                                            |
| الهطول مم (إنش) | 58.3 (2.30)                                                                           | 49.8 (1.96)                                                                           | 92.2 (3.63)                                                                           | 242.3 (9.54)                                                                          | 189.5 (7.46)                                                                          | 38.6 (1.52)                                                                           | 17.6 (0.69)                                                                           | 24.0 (0.94)                                                                           | 31.2 (1.23)                                                                           | 60.8 (2.39)                                                                           | 149.6 (5.89)                                                                          | 107.6 (4.24)                                                                          | 1٬061٫5 (41.79)                                                                       |
| متوسط أيام هطول الأمطار (≥ 1.0 mm)                                                                                                  | 4                                                                                     | 4                                                                                     | 8                                                                                     | 15                                                                                    | 13                                                                                    | 5                                                                                     | 3                                                                                     | 4                                                                                     | 4                                                                                     | 7                                                                                     | 14                                                                                    | 9                                                                                     | 90                                                                                    |
| متوسط الرطوبة النسبية (%) | 60                                                                                    | 56                                                                                    | 62                                                                                    | 71                                                                                    | 73                                                                                    | 73                                                                                    | 73                                                                                    | 71                                                                                    | 64                                                                                    | 63                                                                                    | 71                                                                                    | 66                                                                                    | 67                                                                                    |
| ساعات سطوع الشمس الشهرية | 288.3                                                                                 | 266.0                                                                                 | 267.0                                                                                 | 204.0                                                                                 | 189.1                                                                                 | 159.0                                                                                 | 130.2                                                                                 | 127.1                                                                                 | 180.0                                                                                 | 226.3                                                                                 | 198.0                                                                                 | 257.3                                                                                 | 2٬492٫3                                                                               |
| ساعات سطوع الشمس اليومية | 9.3                                                                                   | 9.3                                                                                   | 8.6                                                                                   | 6.8                                                                                   | 6.1                                                                                   | 5.3                                                                                   | 4.2                                                                                   | 4.1                                                                                   | 6.0                                                                                   | 7.3                                                                                   | 6.6                                                                                   | 8.3                                                                                   | 6.8                                                                                   |
| المصدر #1: NOAA |                                                                                       |                                                                                       |                                                                                       |                                                                                       |                                                                                       |                                                                                       |                                                                                       |                                                                                       |                                                                                       |                                                                                       |                                                                                       |                                                                                       |                                                                                       |
| المصدر #2: الأرصاد الجوية الألمانية (extremes from 1955 to 1982 and humidity, 1961–1990), Meteo Climat (extremes from 1984–present) |                                                                                       |                                                                                       |                                                                                       |                                                                                       |                                                                                       |                                                                                       |                                                                                       |                                                                                       |                                                                                       |                                                                                       |                                                                                       |                                                                                       |                                                                                       |

## المتنزهات والحدائق
تزخر مدينة نيروبي بالمتنزهات والحدائق المفتوحة، وتغطي الأشجار والمسطحات الخضراء مساحات كبيرة من المدينة وضواحيها. ومن أشهر المتنزهات والحدائق متنزه أوهورا Uhura ويفصل هذا المتنزه بين منطقة المركز التجاري والتلة العليا المجاورة. وتعني كلمة أوهورا باللغة السواحيلية الحرية، وفي هذا المتنزه هناك مركز للخطابة على الهواء والتعبير عن الرأي ويشبه ذلك المنبر الموجود في الهايد بارك في لندن، بالإضافة للخدمات الاجتماعية وقضاء أوقات الفراغ للترويح عن النفس في أيام الإجازات لسكان المدينة. ويوجد بالمتنزه بحيرة صناعية. ولقد كان للناشطة البيئية الكينية وانجاري ماثاي جهوداً في إنقاذها هذا المتنزه من تحويله لعمارات ومساكن. وبجانب هذا المتنزه يوجد متنزه مركزي به نصب تذكاري للرئيس جومو كينياتا أول رئيس لكينيا. وهناك حدائق جيفنجي المفتوحة ومتنزه المدينة، ومتنزه ذكرى قنبلة نيروبي، ومشتل نيروبي.

## المجتمع والثقافة
مدينة نيروبي مدينة عالمية متعددة الثقافات، وتأثرت كثيراً بالوجود البريطاني وماخلفه من تراث مترسخ من القاعدة الاستعمارية، ونتيجة لذلك يلاحظ المسميات الإنجليزية للضواحي والمتنزهات ومراكز التسوق، وفي منتصف القرن العشرين استوطن كثير من الأجانب في نيروبي من مستعمرات التاج البريطاني آنذاك مثل الهند والباكستان والذين هاجروا للعمل في سكة حديد مومباسا - كامبالا، واستوطنوا نيروبي واستقروا بها، كذلك هناك تجار من منطقة كوجرات بالهند وجاليات من الصومال والسودان. ونيروبي فيها تركيب متنوع ومتعدد الثقافات، وهناك العديد من أماكن العبادة مثل الكنائس والمساجد والمعابد الأخرى، ومن أهم أماكن العبادة في نيروبي كنيسة وكاتدرائية العائلة المقدسة، وكاتدرائية كل القديسين، والمسجد الجامع، وجماعة خانة الإسماعيلية. ولنيروبي ثلاثة أسماء وهي «المدينة الخضراء تحت الشمس»، و«عاصمة العالم للسفاري»، والاسم الثالث «نيروبري» وهذا الاسم يرمز لارتفاع معدل الجريمة وخطورة العاصمة.
هناك العديد من المجمعات التسويقية (المولات) في نيروبي منها: «البوابة الغربية (وست جيت)» و«برستيج بلازا» على طريق نغونغ، ومجمع «سوق القرية»، و«مركز ساريت» و«وست لاند»، و«مركز أي بي سي» و«جيجيري» ومركز تسوق «جنكشن» وهو على طريق نغونغ ومركز تسوق «تقاطع الطرق أو كروس روود»، ومركز تسوق «تي T»، وغيرها من المجمعات التسويقية التي تجذب المشترين وبعضها يقدم عروض ومسارح وبها خدمات مختلفة من مطاعم ومقاهي وغيرها. أما أكبر سلسلة من السوبر ماركت فهي «يوشومي أند تاسكس» وتوجد في أنحاء العاصمة نيروبي.

## السياحة
ليست مدينة نيروبي هي الهدف الذي يقصده السياح ولكنها المنطلق الذي يتحرك منه السياح لزيارة المحميات الوطنية الطبيعية ورحلات السفاري، إلا أن هناك أيضاً الكثير من المعالم وأماكن الجذب السياحي تمتاز بها مدينة نيروبي ومنها: متنزه نيروبي الوطني (ناشونال بارك) ويمتاز بقربه من العاصمة لقضاء نصف نهار أو نهار كامل ويحتوي على حيوانات برية طليقه مثل الزراف، ووحيد القرن الأسود (الكركدن)، والغزلان، والحمر الوحشية، وغيرها. وفي هذه المحمية يوجد أكثر من 400 نوع من الطيور وهناك جولة بسيارات السفاري المكشوفة وممشى للسياح

### المتاحف والنصب التذكارية

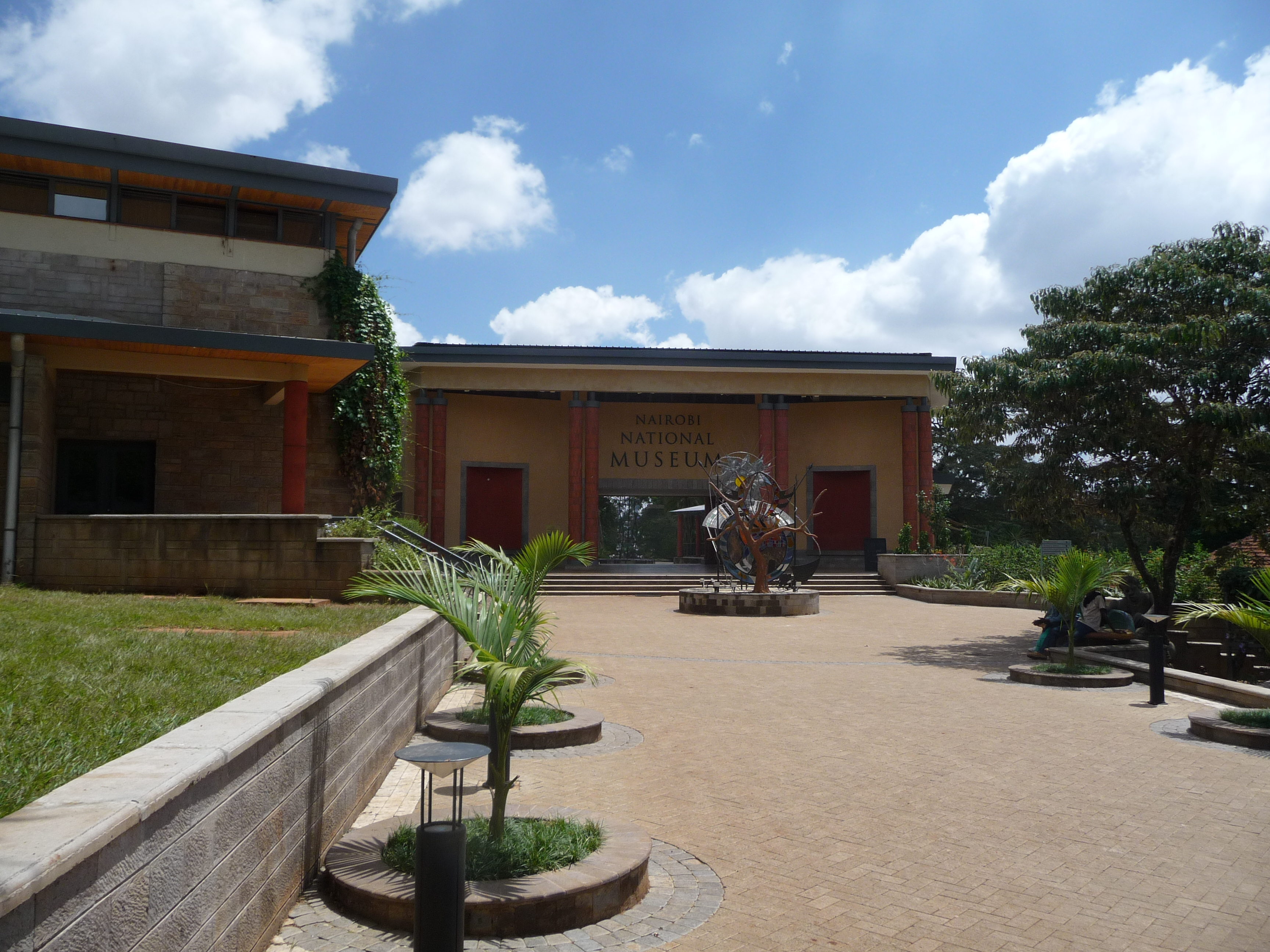
متحف نيروبي الوطني

ويوجد في نيروبي عدة متاحف ونصب تذكارية، ومن هذه المتاحف:
- متحف نيروبي الوطني. وهو الأكبر في البلاد، ويضم مجموعة كبيرة من المصنوعات اليدوية تصور تراث كينيا الغني خلال التاريخ والطبيعة والثقافة والفن، ويتضمن معروضات للبقايا العظمية للأنواع المنقرضة التي عاشت في حقب سحيقة في أفريقيا.
- متحف سكة حديد نيروبي.
- متحف الروائية الدانمركية كارين بلكسين التي عاشت فترة طويلة من عمرها في كينيا عندما كانت مستعمرة بريطانية ولها رواية خارج أفريقيا التي حولت إلى فيلم سينمائي فاز بجائزة الاوسكار عام 1985، ومتحفها يقع في ضواحي نيروبي.
- حدائق أوهورو.
- النصب التذكاري وحديقته في نيروبي.
- المكان الذي رفع فيه علم كينيا للاستقلال، ويقع على طريق «لنجاتا» بالقرب من مطار ولسون المحلي.

### الفنادق
يوجد في نيروبي فنادق فخمة (خمس وأربع نجوم) وفنادق متنوعة وسياحية يجد فيها السائح الراحة وتنظيم خدمات رحلات السفاري ومنها:
فندق نيروبي سيرينا، لايكو رجنسي، وندسور، هوليداي إن، سفاري نيروبي (أبراج ليليان)، فندق ستانلي، سفاري وكازينو بارك، انتركونتننتال، فندق باناري، هلتون، نورفولك هوتيل، وهناك فنادق جديدة ظهرت مؤخراً منها كراون بلازا، فندق نيروبي على التلة العليا، وهناك الكثير من الفنادق على طول الطريق السريع من نيروبي إلى مومباسا.

### ساحات التزحلق
يوجد في نيروبي ساحات للتزحلق على الجليد وهي الأكبر في أفريقيا. فهناك الساحة الشمسية للتزحلق على الثلج في مركز سماء فندق باناري. وهذه الساحة افتتحت عام 2005 على مساحة 1400 متر مربع، وتستطيع استيعاب 200 متزحلق في وقت واحد

### المقاهي
من أشهر المقاهي الشعبية في نيروبي هو «بيت نيروبي جاوا» ولها سلسلة مقاهي ذات فروع متعددة حول مدينة نيروبي، ومن ضمن ذلك مقهى «بيت نيروبي جاوه» في مطار جومو كينياتا الدولي.

### المعارض الفنية
من أهم المعارض الفنية المشهورة في نيروبي هو متحف «رحيمة الله للفن الحديث». ومركز «فنون ميزيزي»، ومتحف نيروبي الوطني.

### مواقع سياحية أخرى
من ضمن المواقع السياحية الأخرى البارزة في نيروبي.
- ضريح جومو كينياتا.
- مسرح كينيا الوطني.
- أرشيفات كينيا الوطنية.

## المواصلات

### المطارات
- مطار جومو كينياتا الدولي في نيروبي

يعتبر مطار جومو كينياتا الدولي في نيروبي أكبر مطار في شرق ووسط أفريقيا، وبلغ عدد المسافرين والعابرين لهذا المطار في عام 2008 4,9 مليون مسافر، ومطار جومو كينياتا محطة رئيسة للركاب العابرين إلى شرق أفريقيا والمدن الأخرى في وسط أفريقيا. ويبعد المطار نحو 20 كيلومتر عن وسط مدينة نيروبي. ويخدم هذا المطار المسافرين عبر القارات مباشرة من أوروبا وآسيا، وهناك الآن دراسات لتنفيذ توسيع للمطار ليجاري حركة السفر والنقل المتسارعة وللاتصال مباشرة بمطارات الولايات المتحدة الأمريكية وكندا. وهناك خطة تحت الدراسة لإضافة مدرج ثاني إضافي في المطار
- مطار ولسون: وهو مطار محلي أصغر من المطار الدولي وعليه ضغط كبير في حركة الطيران، ويقع في ضاحية جنوب وسط نيروبي، وتقلع منه وتهبط عليه الطائرات الصغيرة والمتوسطة لتصل لمطارات كينيا المحلية. وهناك عروض قدمت لإدارة الطيران لتمديد بعض رحلات الطيران من هذا المطار لتصل لمطارات أفريقية مجاورة في شرق وشمال شرق البلاد.
- مطار إيست ليغ

كان هذا المطار في الأصل مهبطاً للطائرات في عصر الطيران قبل النفاث. وقد استخدم نقطة هبوط في الثلاثينيات، وفي الأربعينيات أصبح المطار نقطة هبوط وتزود بالوقود للمسافرون البريطانيون القادمين من مدينة ساوثمبتون في بريطانيا والمتجهين إلى كيب تاون في جنوب أفريقيا بالإضافة لخدمات البريد، كما أن هذا الطريق استخدمته الطائرات المائية بين بريطانيا وكيسومو في غرب كينيا، ثم استخدمته الطائرات المعروفة في طريقها للجنوب. وفي الوقت الحاضر حول هذا المطار إلى مطار عسكري.

### الماتاتو
الماتاتو هي حافلات صغيرة نسبيا وأكثر شيوعاً للاستخدام في المواصلات العامة في نيروبي. وكلمة الماتاتو تعني «ثلاثة سنتات للركوب» هذا كان قديماً حيث الآن سعر التذكرة أكثر من ذلك. وهذه الحافلات يملكها القطاع الخاص وهم أصحابها، ويكتب عليها الطريق الذي تسلكه، وتعمل في حركة دؤوبة وبكثرة في نيروبي، وتحتوي على 14-20 مقعد. وهناك حافلات للسفر بين المدن في كينيا وتسمى «ماتاتوس أما» أو «ماثري» وتعمل بين نيروبي والمدن الكينية الأخرى. ومن السهولة التفريق بين حافلات الماتاتو والحافلات الأخرى بألوانها وكتاباتها الملونة التي تزينها وتلفت الانتباه لها، وتخضع هذه التشكيلات حسب رغبة وهواية مالكها، فإذا كان من هواة كرة القدم ستجد كتابة أو صورة لاعبه المفضل وفريقه المرغوب، وعاشقي الفنانين والهيب هوب تنعكس ميولهم على ألوان وكتابات الماتاتو وهكذا. وقد لايستغرب المواطن أو الزائر هناك برؤية صورة الرئيس الأمريكي باراك أوباما على هذه الحافلات. ويعمل سائقي هذه الحافلات بجهد متواصل خلال النهار ومعظم المساء لكي يحققوا دخلاً يواجه غلاء المعيشة، ونتيجة للتهور في السرعة والحوادث صدر في عام 2004 قانون يجبر مالكي حافلات الماتاتو بالزامهم بتوفير أحزمة للمقاعد من أجل السلامة، والسرعة المحدودة، وطلاء الحافلات باللون الأصفر على هيئة شرائط، ولكن لم يتقيد سائقي الماتاتو بهذا إلا أنه نتيجة للضغط من المسؤولين وعامة الشعب أجبروا على تنفيذه، وحددت سرعة حافلات الماتاتو إلى 80 كيلومتر في الساعة حد أقصى. وفي ديسمبر 2010 بدأت الحكومة في سياسة الحد من هذه الحافلات واستبدالها بحافلات منظمة لوسائل النقل العام ولم تعطي أي تصريح لحافلة ماتاتو جديدة بعد يناير 2011 بينما الحافلات القديمة سمح لها بالعمل وتصريحها ساري المفعول إلى أجل.

### الحافلات
الحافلات شائعة الاستخدام في نيروبي، وشركات الحافلات التي تعمل على الطرق هي خدمات حافلات كينيا (KBS)، والحافلات الخاصة الجديدة لشركة (سيتي هوبا) ذات لون أخضر، وحافلات شركة (دبل إم) ذات لون أرجواني، بينما حافلات شركة (KBS) زرقاء اللون. وهناك العديد من شركات الحافلات التي تخدم بين المدن الكينية.

### الحافلات الذكية
حافلات كينيا الذكية هي أحدث الحافلات في كينيا وتخدم ما بين نيروبي وماحولها مثل نيروبي و«كيتنجيلا» و«كسرينا» و«رونجاني» و«نغونغ». ولدى المسافرين على هذه الحافلات بطاقات ذكية يقومون عن طريقها بالدخول للحافلة وللقيام بالتحويل من حافلة إلى أخرى، والأجرة تحدد حسب النقطة للمسافر الداخل والمسافر المغادر.

### القطارات
نشأت نيروبي بلدة صغيرة لتكون معسكراً ومحطة إمداد لخط سكة الحديد التي تربط مومباسا بعاصمة أوغندا كمبالا، ثم أصبحت مدينة كبيرة بها المبنى الرئيس لسكة حديد كينيا (KR) الكائن في نفس محطة القطارات بالقرب من مركز العاصمة، وخط سكة حديد مومباسا - كمبالا يستخدم لنقل البضائع، ولكن هناك قطارات منتظمة ليلية للركاب تربط بين نيروبي ومومباسا وكسيومو. وهناك قطارات صباحية ومسائية خفيفة تربط العاصمة نيروبي بالضواحي إلا أن نيروبي ليس بها قطارات خفيفة للمواصلات داخل المدينة أو خطوط ترام أو مترو. وهناك مشروع لإنشاء قطار يربط نيروبي بالشمال، وخط يربط العاصمة بمطار جومو كينياتا الدولي

### سيارات الأجرة (التاكسي)
سيارات الأجرة متوفرة في معظم أنحاء نيروبي إلا أنها أكثر كلفة إذا قورنت بأجرة حافلات الماتاتو أو الحافلات الأخرى ولكنها أكثر أمانا وراحة. وتصطف عادة سيارات الأجرة بالقرب من الفنادق وفي وسط المدينة ومركزها التجاري، وبجانب مراكز التسوق الكبيرة (المولات).

### الطرق
ترتبط نيروبي بشبكة من الطرق السريعة (الهاي واي)، ومن تلك الطرق الطريق السريع الذي يصل بين مومباسا إلى كمبالا في أوغندا، والطريق السريع إلى مدينة عروشا في تنزانيا.
طرق السيارات في نيروبي تكتظ بالسيارات والحافلات المختلفة، وتوجد في بعض الأوقات وأوقات الذروة في الصباح أو المساء اختناقات مرورية تبطئ من انسيابية السير، والطرق في نيروبي جيدة وبها علامات تبين أسماء الشوارع والاتجاهات وأسماء الأحياء وعلامات التحذير، والقيادة في الشوارع بها كثير من الفوضى والمخالفات المرورية من بعض السائقين. والطريق بين نيروبي ومطار جومو كينياتا الدولي على نفس الطريق السريع بين نيروبي ومومباسا والذي يخترق المنطقة الصناعية ثم هناك تحويلة تتجه للمطار.

## معرض صور

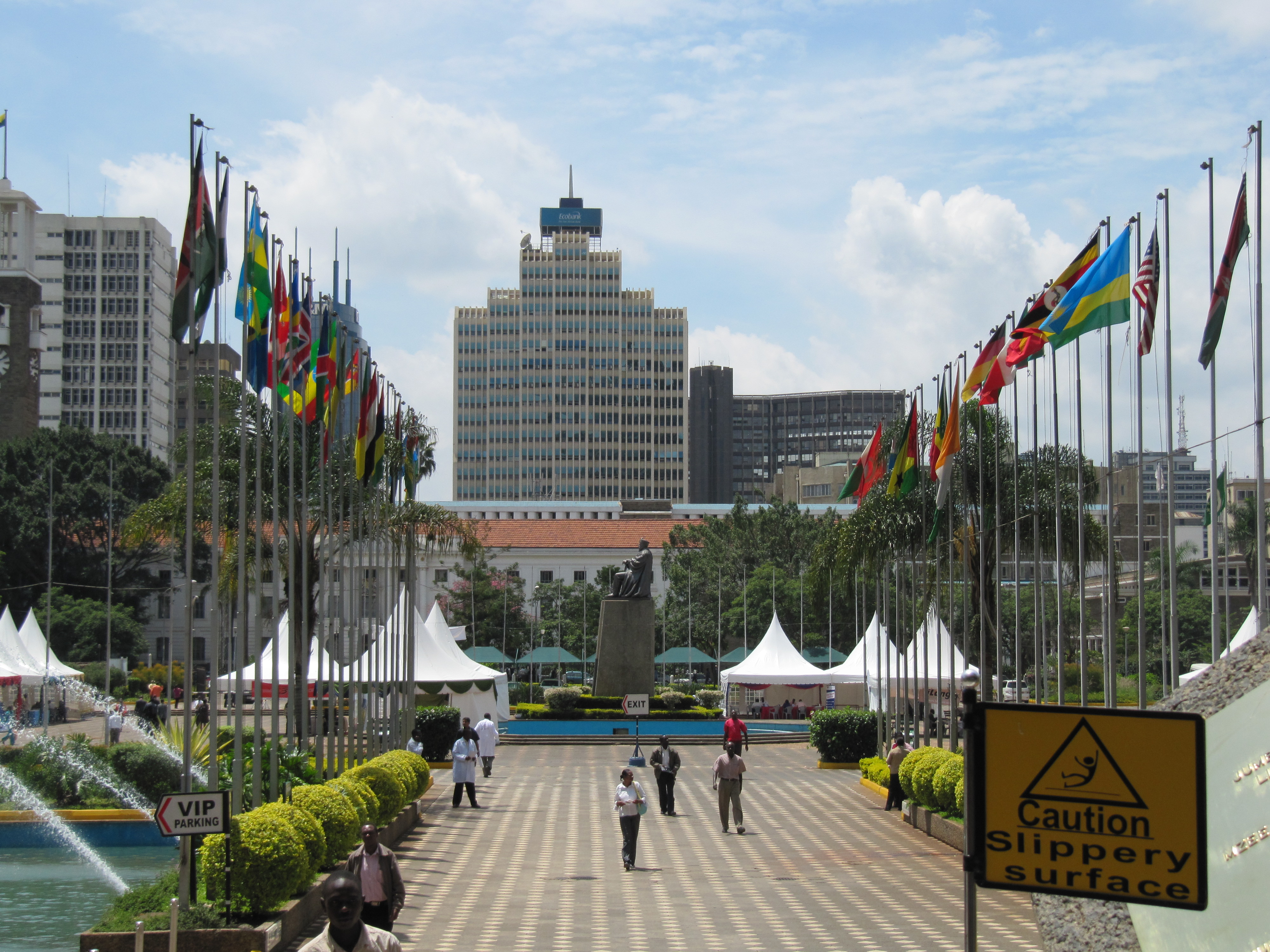
مركز جومو كينياتا للمؤتمرات
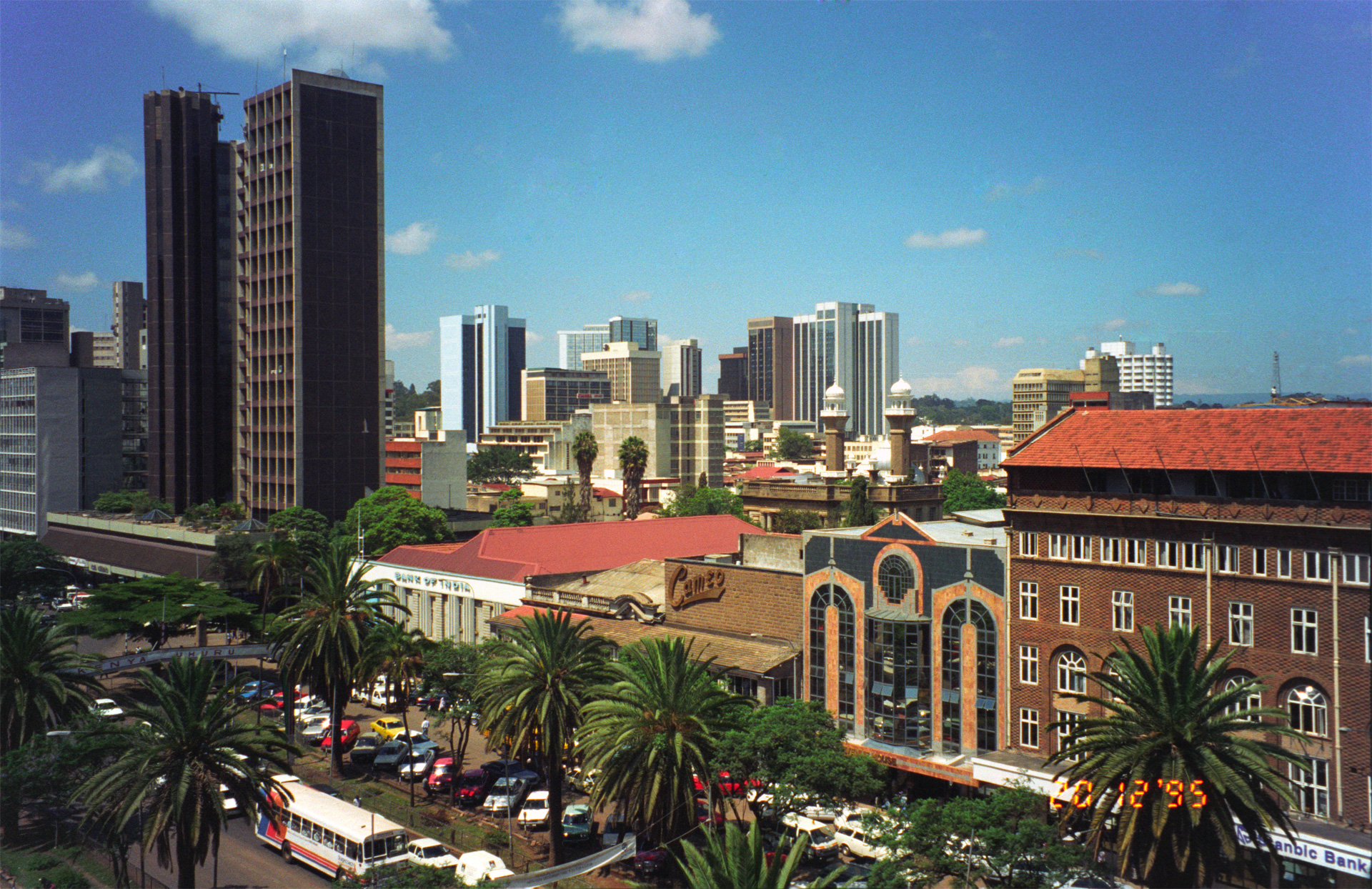
شارع كينياتا في نيروبي
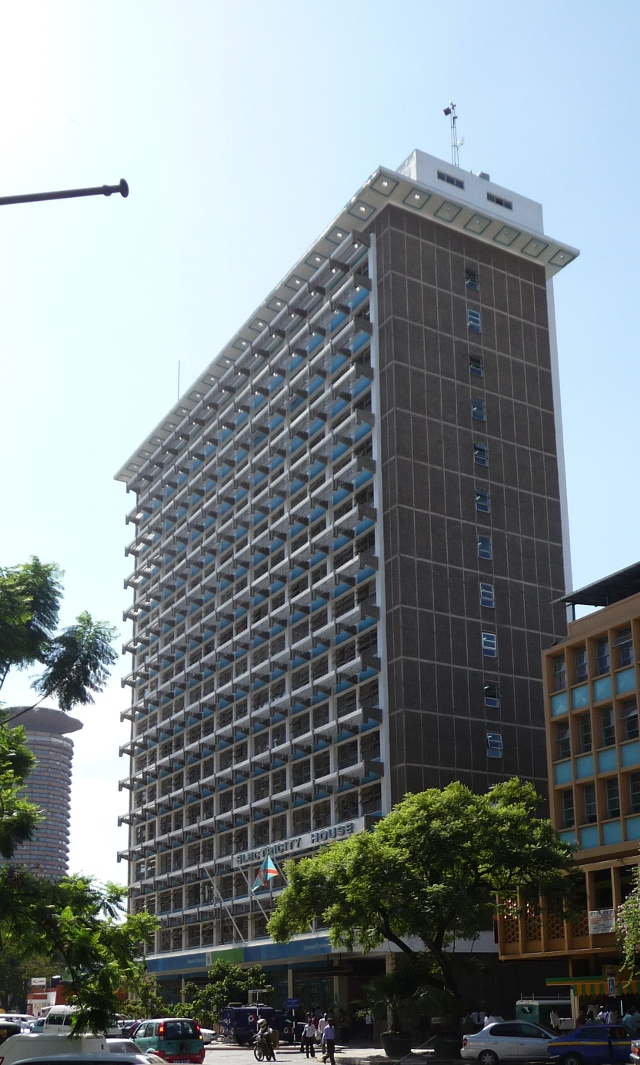
مبنى شركة كهرباء نيروبي
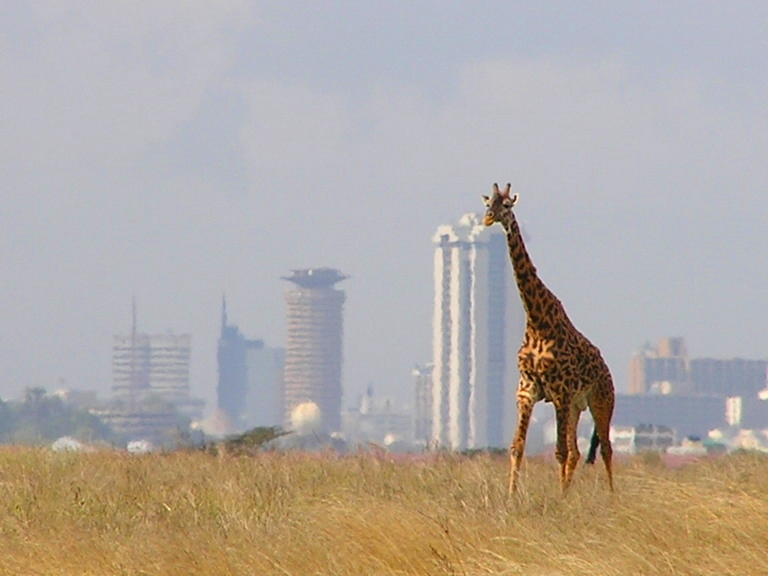
الزراف في حديقة نيروبي الوطنية (ناشونال بارك)
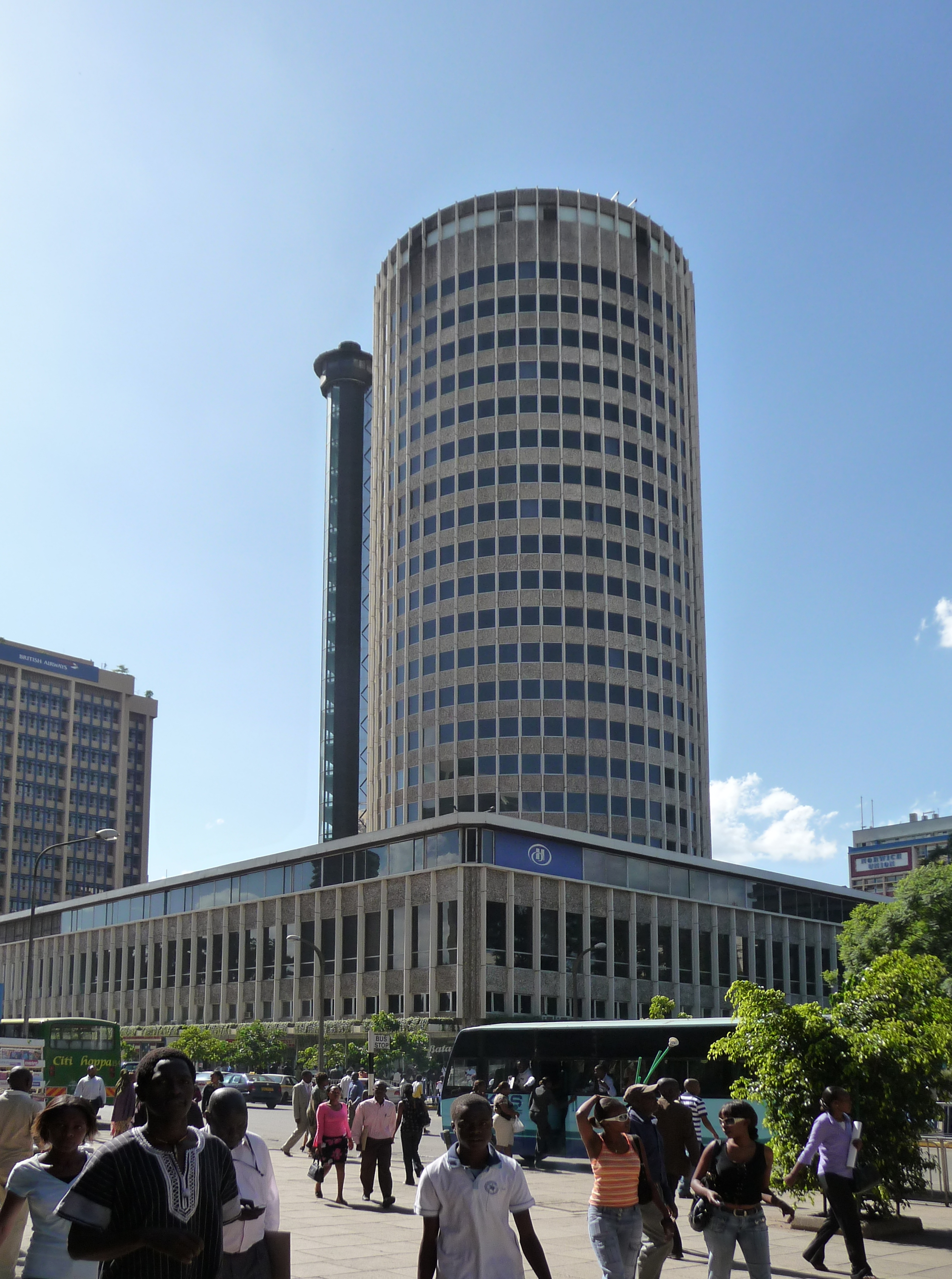
فندق هلتون نيروبي
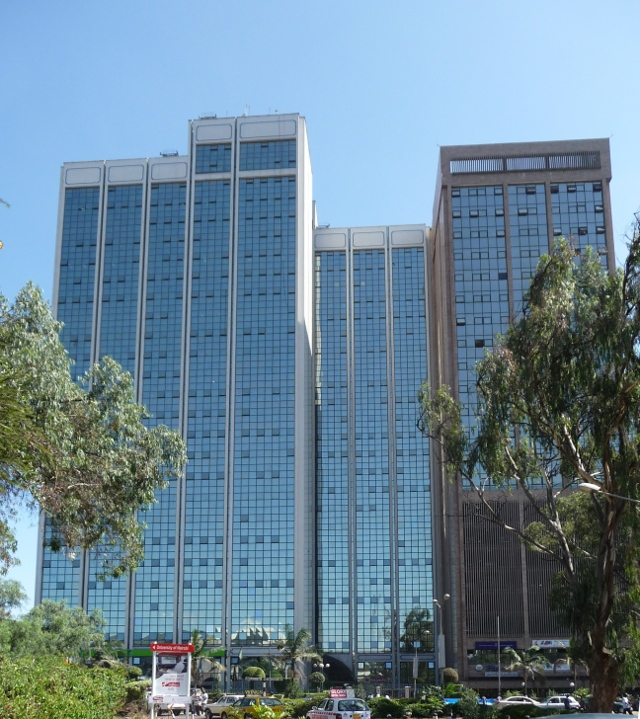
أبراج أنيفرسيري، نيروبي
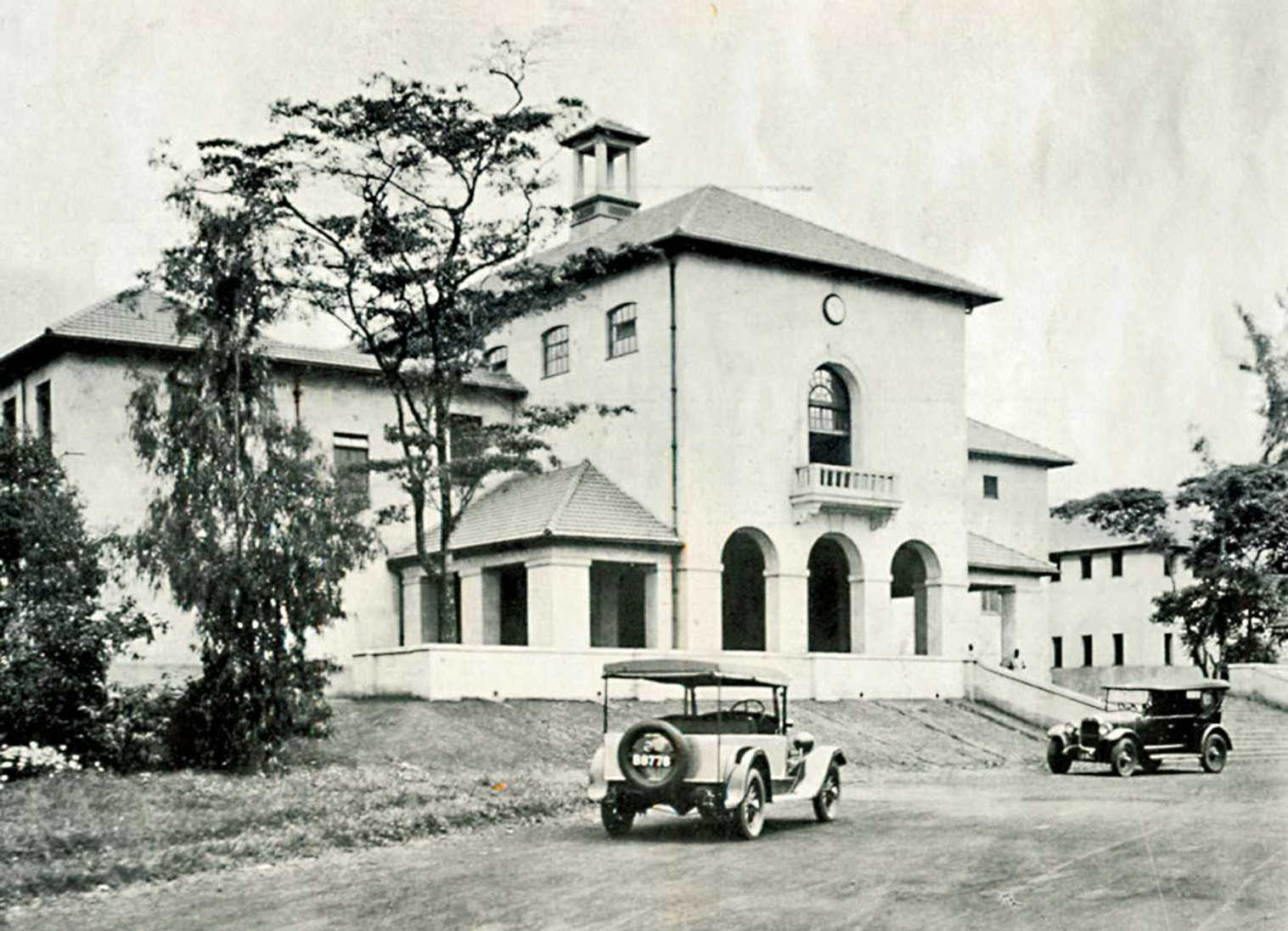
المدرسة الأوربية القديمة في نيروبي (الصورة قبل عام 1925)
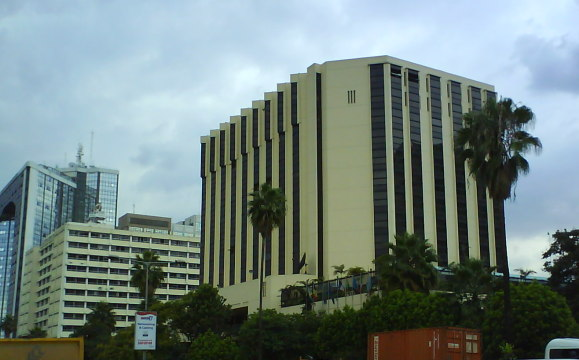
فندق غراند ريجنسي / نيروبي
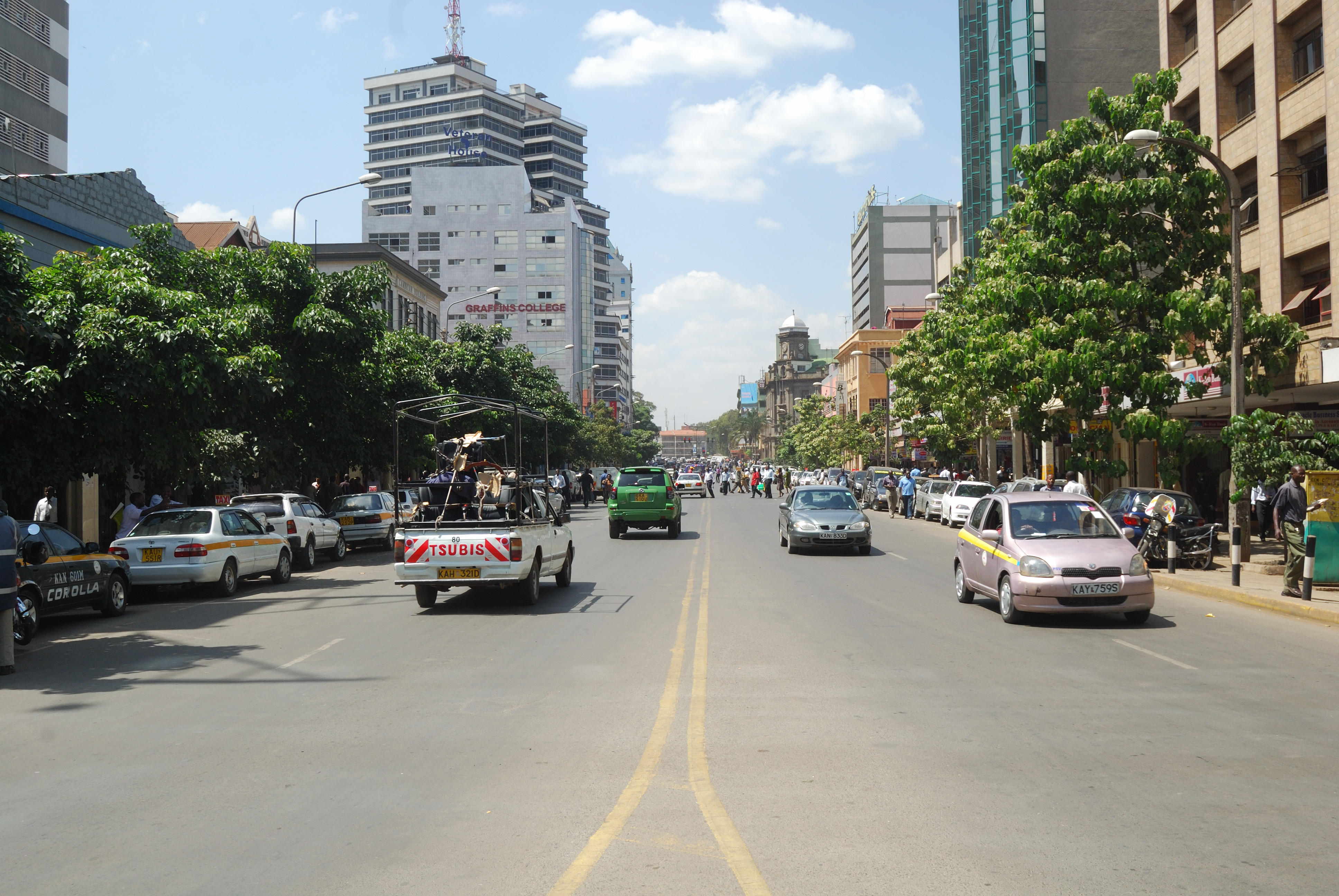
شارع موي في نيروبي
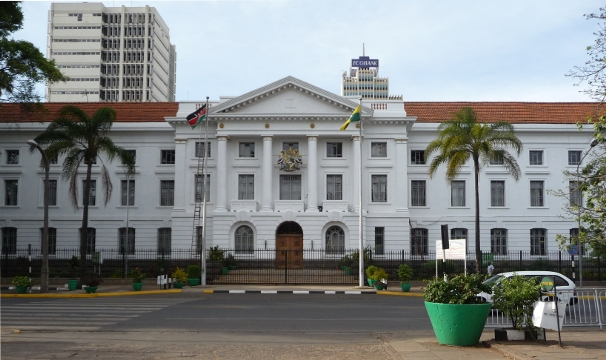
مبنى مجلس المدينة في نيروبي
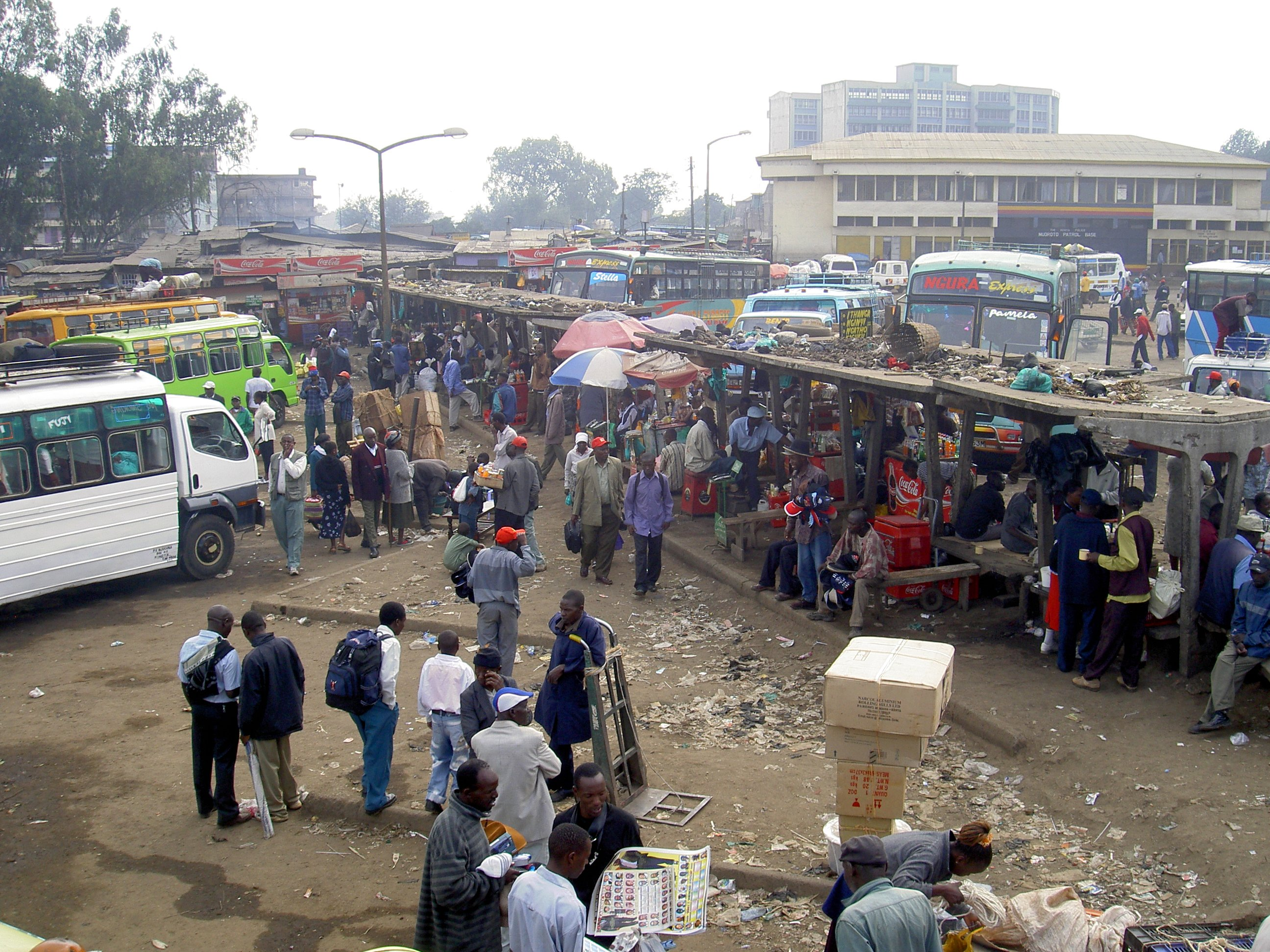
محطة الحافلات المركزية في وسط نيروبي
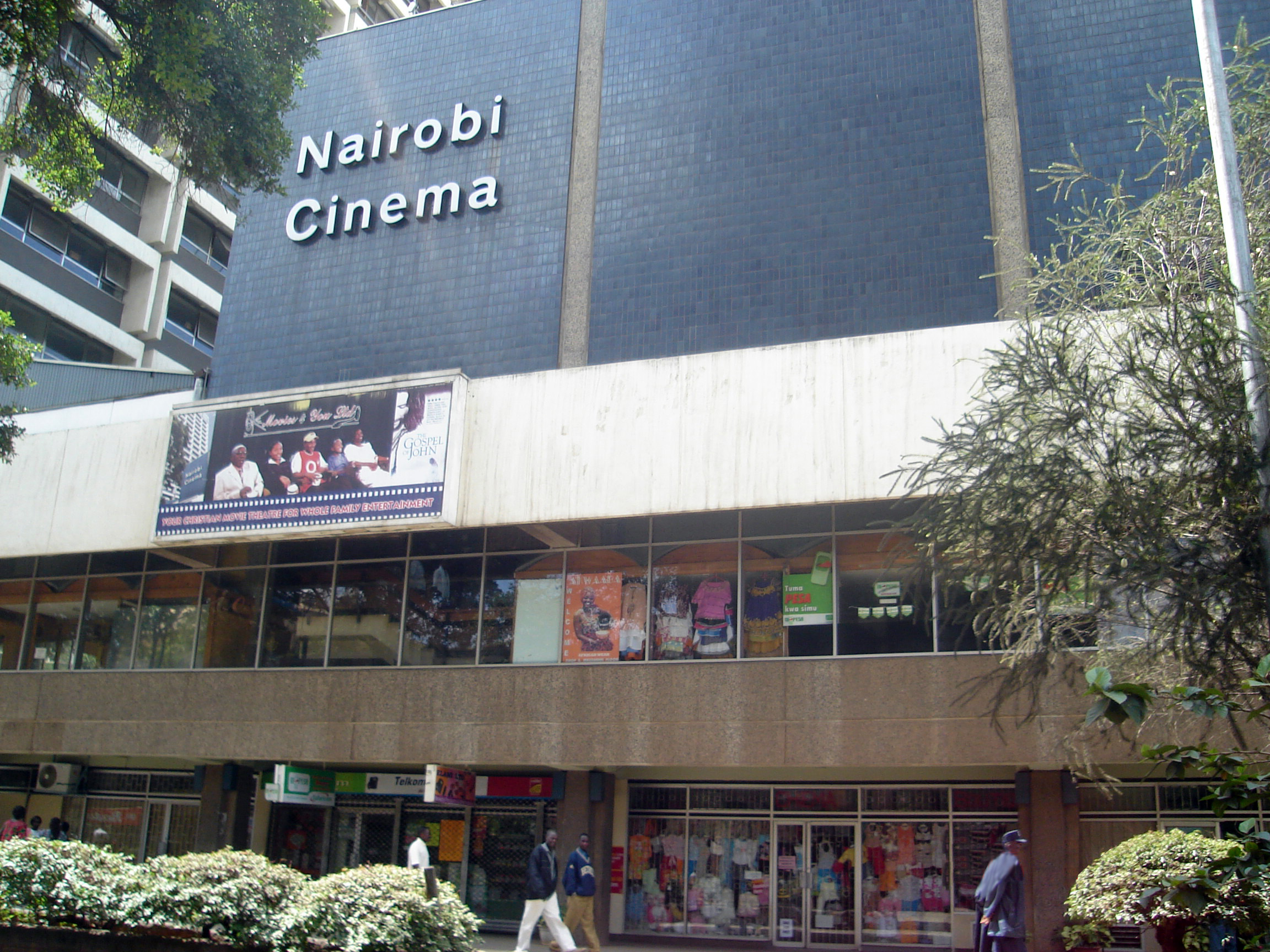
سينما نيروبي
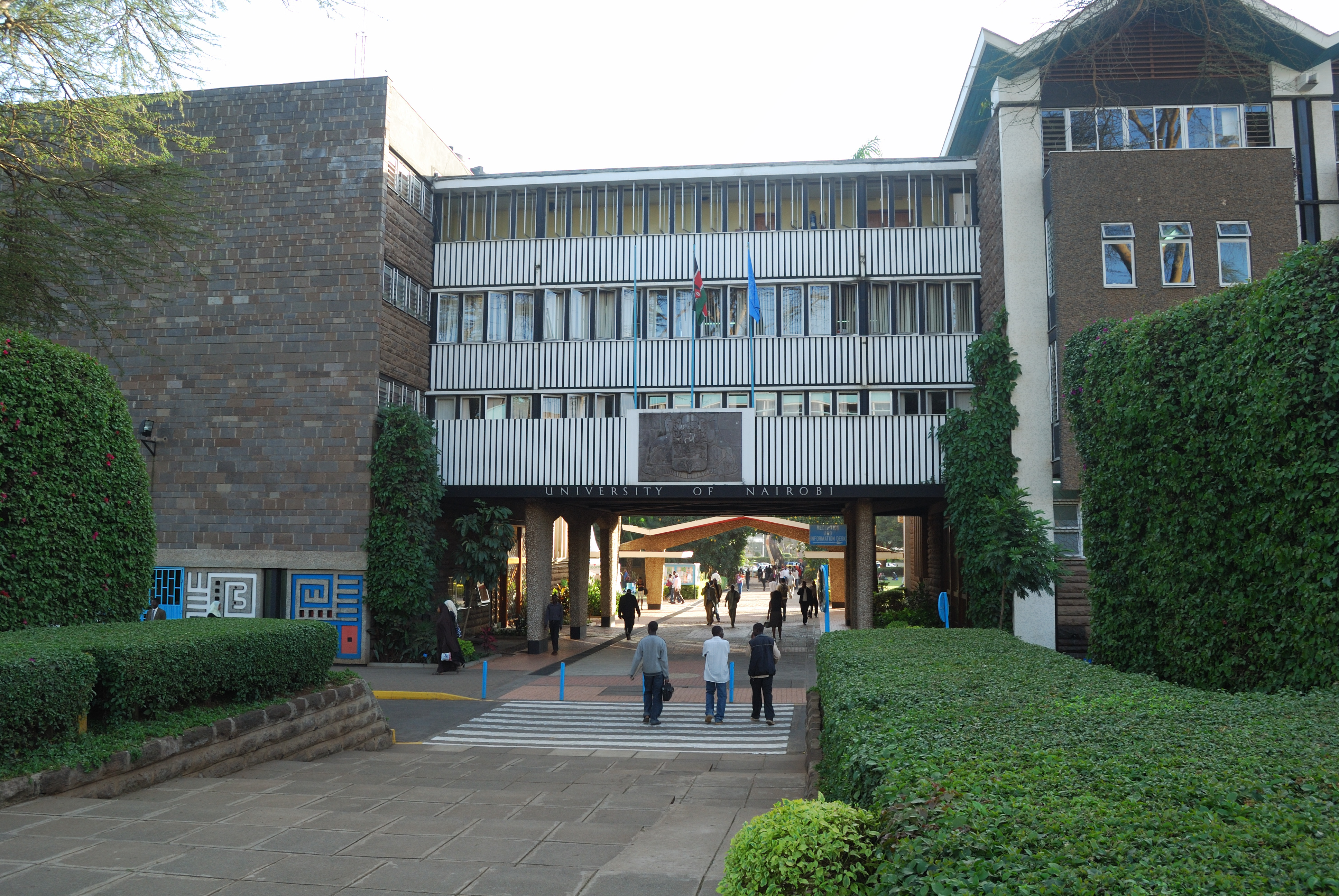
جامعة نيروبي
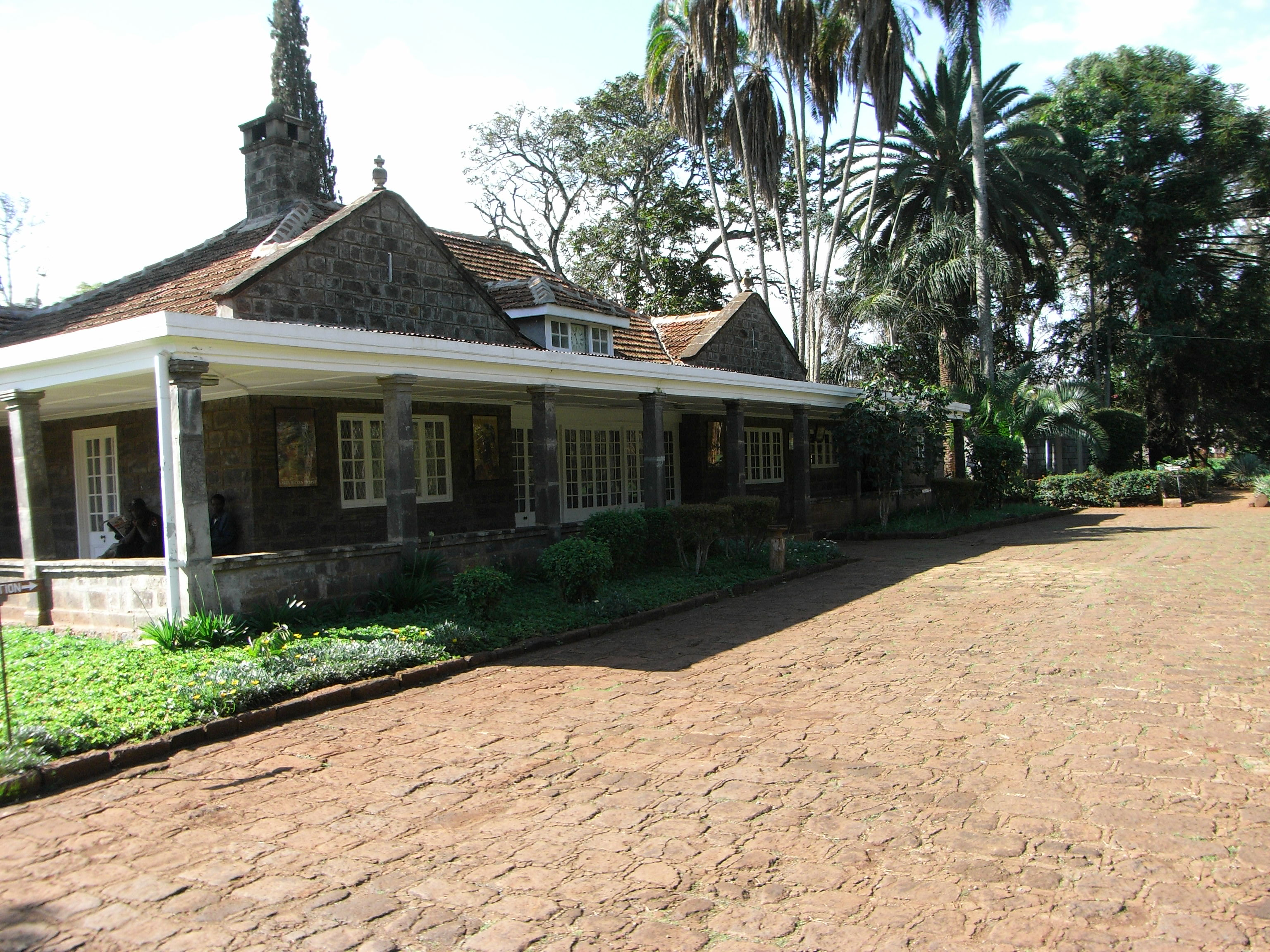
متحف كارين بلكسين قرب نيروبي
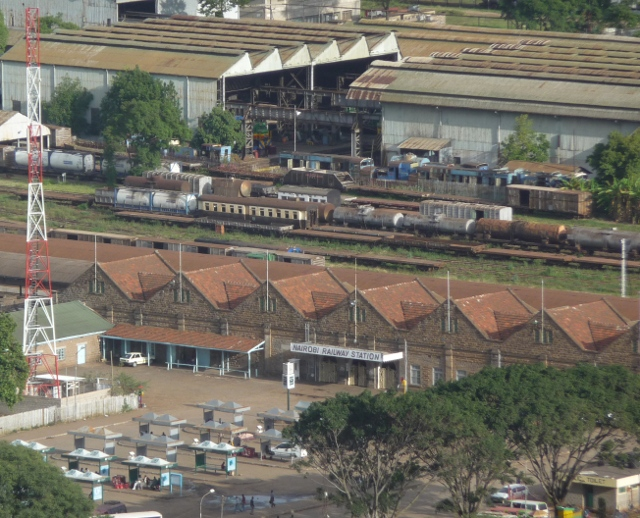
محطة سكة حديد نيروبي
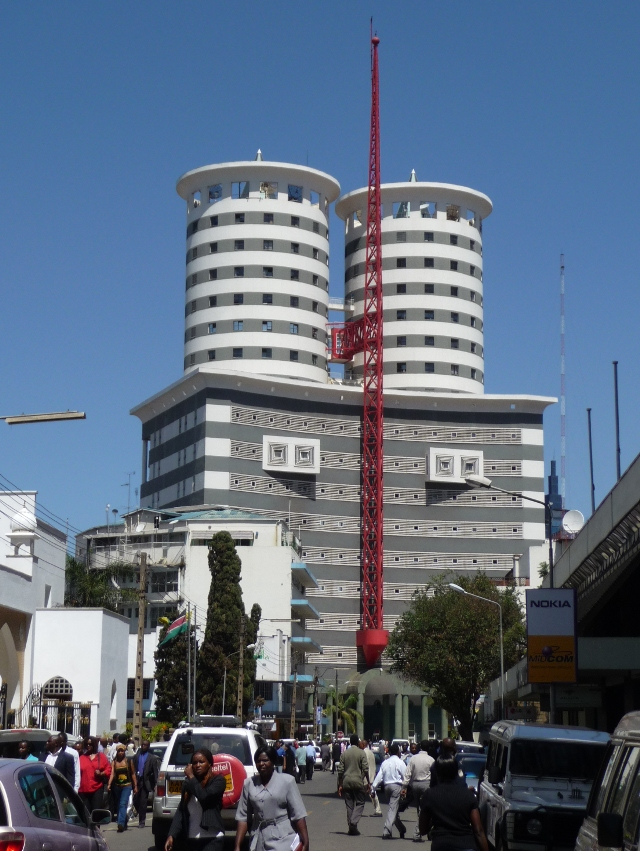
مبنى الإذاعة والتلفزيون في نيروبي
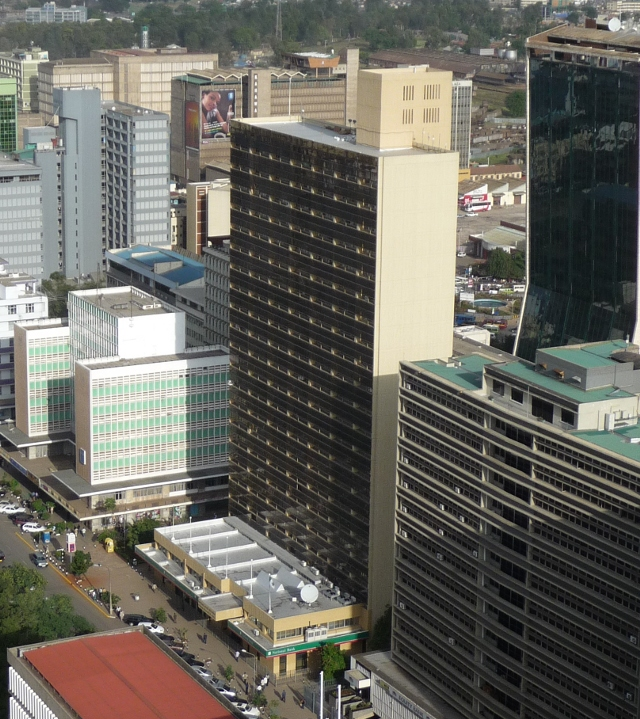
مبنى البنك الوطني في نيروبي

## وصلات خارجية
- مجلس مدينة نيروبي (الموقع الرسمي) (بالإنجليزية)
- متاحف كينيا الوطنية (الموقع الرسمي) (بالإنجليزية)